# 일라이어스 투펙시스

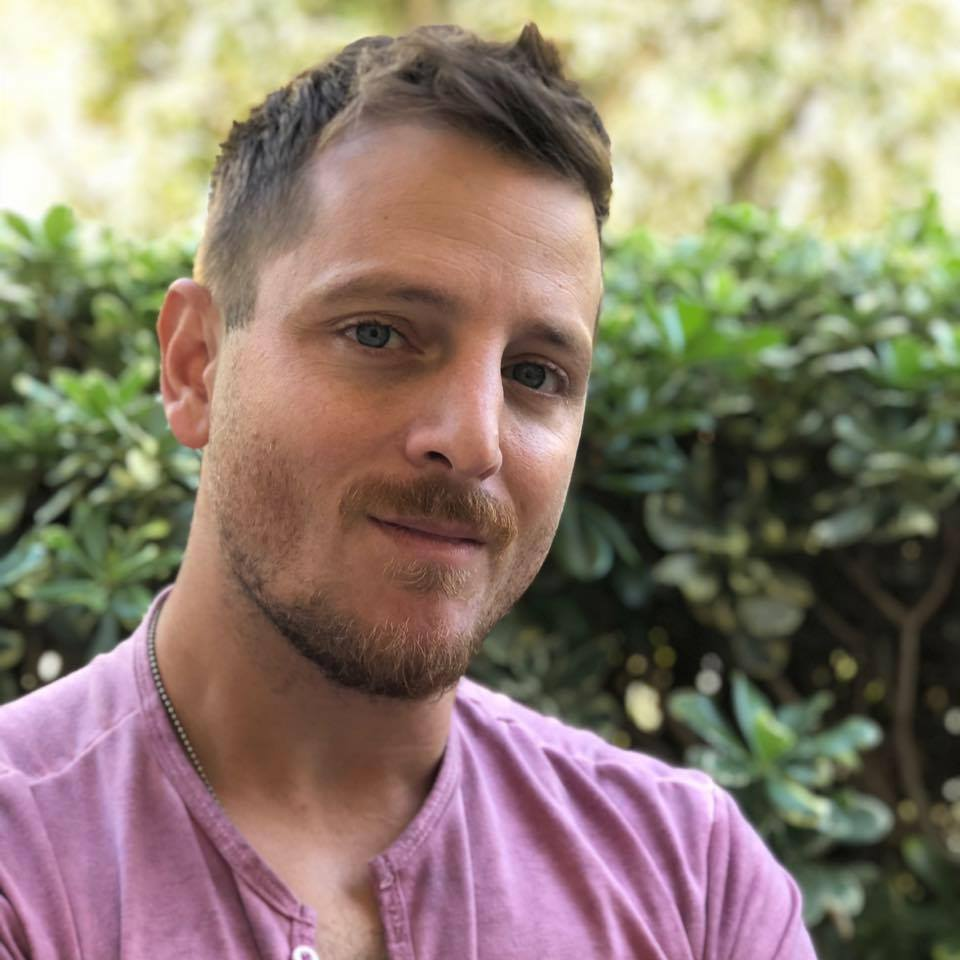

일라이어스 투펙시스(영어: Elias Toufexis, 1975년 10월 27일 ~ )는 캐나다의 배우, 성우이다.
몬트리올에서 태어났다.

## 방송
- 익스팬스
- 알파스 시즌2

## 영화
- 렌 앤드 컴퍼니 (2016년)
- 컨덕트 언비커밍 (2011년)
- 메가 파이톤 (2009년)
- 수퍼 스톰 - 인류 멸망 (2008년)
- 페인킬러 제인 (2007년)
- 코노 워 (2006년)
- 딥 블루 씨: 크라켄 (2006년)
- 블러드석커스 (2005년)
- 브릴리언트 (2004년)
- 스타게이트 - 아틀란티스 (2004년)
- 천국에서 만난 다섯 사람 (2004년)
- 디코이스 (2004년)
- 스몰빌 (2001년)